# Schitu Duca
Schitu Duca est une commune roumaine située dans le județ de Iași.